# Stenolophus rectus
Stenolophus rectus är en skalbaggsart som beskrevs av Thomas Casey. Stenolophus rectus ingår i släktet Stenolophus och familjen jordlöpare. Inga underarter finns listade i Catalogue of Life.